# Макроглијске ћелије
Макроглијске ћелије (макроглија, неуроглија) су врста глијалних ћелија које представљају потпорне ћелије у нервном систему. Макроглију чине ћелије које ембрионо потичу од истог материјала од којег настају и нервне ћелије, од неуроектодерма. Макроглија обухвата више типова ћелија: астроците, епендимске ћелије, таниците и олигодендроците.  
Особине по којима се разликују од нервних ћелија су: 
- деле се непрекидно током читавог живота;
- имају само једну врсту наставака, немају аксон;
- имају само јонске канале за калијум, а немају за натријум па зато не могу стварати акциони потенцијал нити преносити надражаје са једне ћелије на другу.